# Partido de Pergamino
Pergamino es uno de los 135 partidos de la provincia argentina de Buenos Aires, ubicado en el interior de esta provincia. Con más exactitud, se encuentra en el norte de esta provincia y su ciudad cabecera es Pergamino.

## Historia
- Siglo XVII, en las primeras décadas se colonizan las tierras que corresponden a este partido, otorgándose en merced. El paraje era conocido como Fontezuelas y Pergamino, proviniendo tales designaciones del río de las Nutrias y de una «dormida» (posada) situada a unos 10 km al este de la actual ciudad.
- 1750: el sitio ya es conocido como Pergamino. Por esa época ―y como consecuencia del tráfico existente con destino a Córdoba―, se hizo necesario la construcción de un fuerte a efecto de contener la defensa de los indígenas contra el avance europeo.
- 1780: se crea la viceparroquia ―y posterior parroquia― más la seguridad del Fuerte de Pergamino, determina un buen aumento de habitantes en el pago.
- 1784, la mayor población posibilita la elevación al rango de partido.
- 1785 se elige el primer «alcalde de hermandad», autoridad que en 1810 ―en la Revolución de Mayo― traspasa al poder colonial.
- 1815 (3 de abril): Ignacio Álvarez Thomas se subleva ―en el motín de Fontezuelas― contra el «director supremo» Carlos María de Alvear, lo que determina su caída pocos días después.
- 1820 (1 de febrero): a 25 km al norte de la villa de Pergamino, a orillas del arroyo Cepeda, las fuerzas argentinas federales ―al mando de Estanislao López y Francisco Ramírez― vencen a las fuerzas porteñas del unitario José Rondeau en la primera batalla de Cepeda.
- 1822: se reemplaza el alcalde por un juez de paz.
- 1856: se crea la primera municipalidad, conforme con las elecciones del 11 de abril de 1855.
- 1859 (23 de octubre): a 25 km al norte de Pergamino, las fuerzas argentinas federales ―al mando de Justo José de Urquiza― vencen a las fuerzas porteñas del unitario Bartolomé Mitre en la segunda batalla de Cepeda.

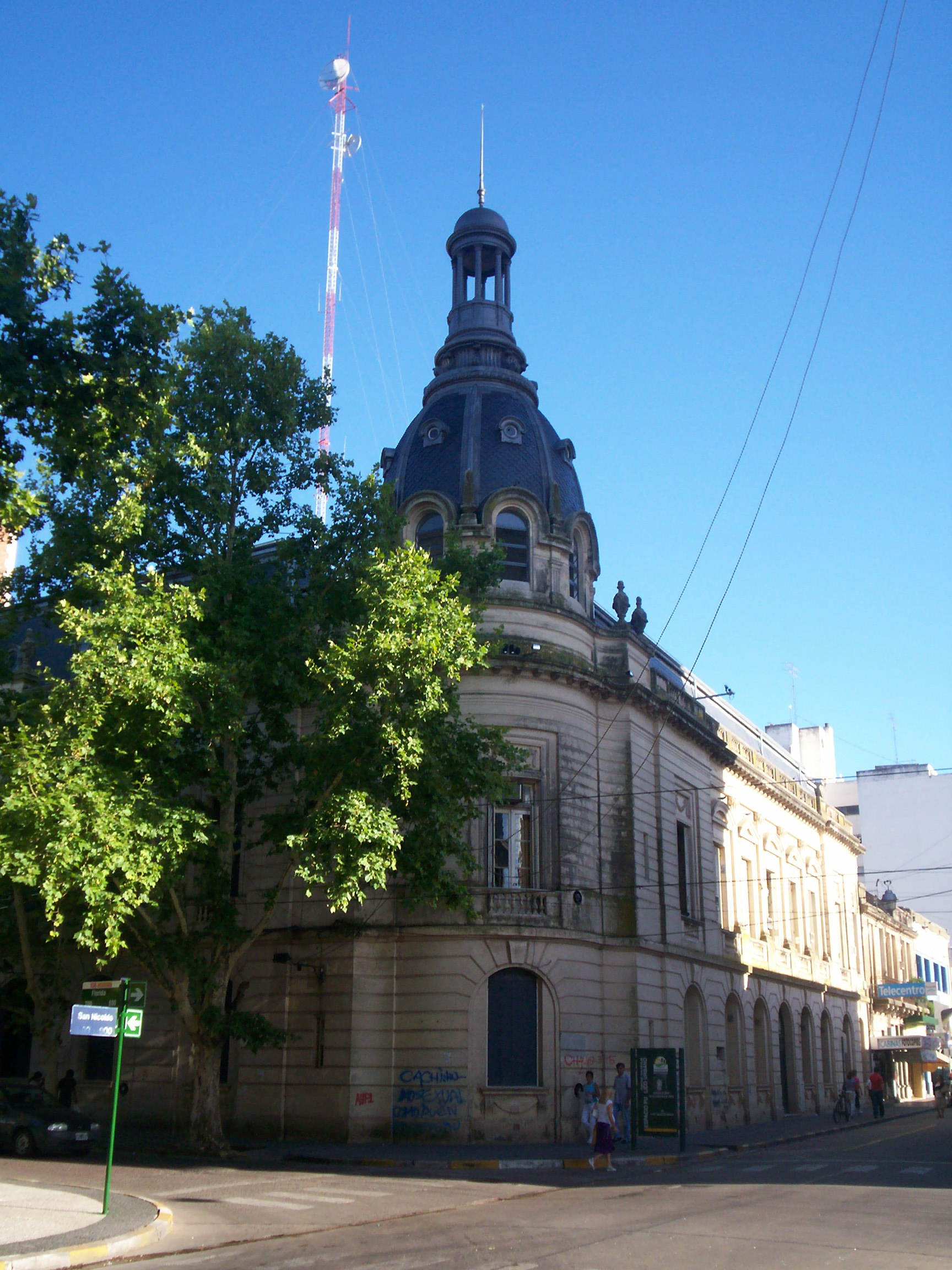
Edificio de la Municipalidad de Pergamino.

- 2018: En honor al aniversario n.º 123 de ser declarada Pergamino como ciudad, se estableció mediante un concurso la bandera y el himno oficial del Partido de Pergamino.[4]

## Límites
- Norte: límite con el Departamento Constitución (provincia de Santa Fe), en el oeste del partido. A 500 m al oeste de Peyrano, sobre el Arroyo del Medio. Hacia el NE con el partido de San Nicolás.
- Sur: confluencia del arroyo Dulce y el camino secundario entre las localidades de Arroyo Dulce y Hunter. Colinda con los partidos de Rojas y Salto.
- Este: intersección de dos caminos secundarios, 3,5 km al noreste de La Violeta donde comienzan los partidos de Ramallo y Arrecifes.
- Oeste: punto fijado convencionalmente en el límite con el partido de Colón, 10 km al noroeste de Mariano H. Alfonzo y 6,5 km al norte de El Arbolito.

## Gobierno

### Intendentes desde 1973
| Intendente                                    | Mandato                  | Partido                               |
| --------------------------------------------- | ------------------------ | ------------------------------------- |
| Carlos Nazareno Gaspard 1928 - 2018 (90 años) | 1973 - 1975 (Suspendido) | FREJULI PJ                            |
| Moisés Nacud ??? - ??? (?? años)              | 1975 - 1976 (Interino)   | PJ                                    |
| Raúl Alberto Rossi ??? - 1992 (?? años)       | 1976 - 1983 (De facto)   |                                       |
| Jorge Eduardo Young 1931 - 2015 (84 años)     | 1983 - 1987              | UCR                                   |
| Alcides Fidel Sequeiro 1947 (73 años)         | 1987 - 1991              | PJ                                    |
| Alcides Fidel Sequeiro 1947 (73 años)         | 1991 - 1995              | PJ                                    |
| Alcides Fidel Sequeiro 1947 (73 años)         | 1995 - 1999              | PJ                                    |
| Héctor María "Cachi" Gutiérrez 1953 (68 años) | 1999 - 2003              | Alianza                               |
| Héctor María "Cachi" Gutiérrez 1953 (68 años) | 2003 - 2007              | Integración Cívica Pergaminense / UCR |
| Héctor María "Cachi" Gutiérrez 1953 (68 años) | 2007 - 2011              | Integración Cívica Pergaminense / UCR |
| Héctor María "Cachi" Gutiérrez 1953 (68 años) | 2011 - 2013 (Renunció)   | Integración Cívica Pergaminense / UCR |
| Omar Raúl Pacini 1943 (78 años)               | 2013 - 2015 (Interino)   | Integración Cívica Pergaminense / UCR |
| Javier Arturo Martínez 1969 (55 años)         | 2015 - 2019              | PRO / JxC                             |
| Javier Arturo Martínez 1969 (55 años)         | 2019 - 2023              | PRO / JxC                             |
| Javier Arturo Martínez 1969 (55 años)         | 2023 - En el cargo       | PRO / JxC                             |

### Concejo Deliberante
El Honorable Concejo de Pergamino está compuesto por 20 integrantes, 1 de ellos es el presidente del concejo, 2 vicepresidentes, 1 secretario y 1 subsecretario. A continuación la composición actual durante los ciclos 2021-2025 y 2023-2027:
| Concejal/Concejala       | Bloque | Bloque               | Inicio del Mandato | Fin del Mandato |
| ------------------------ | ------ | -------------------- | ------------------ | --------------- |
| Gabriela Taruselli       |        | Juntos por el Cambio | 2023               | 2027            |
| Ignacio Maiztegui        |        | Juntos por el Cambio | 2023               | 2027            |
| Ramiro Llan de Rosos     |        | Juntos por el Cambio | 2023               | 2027            |
| Nora Paladino            |        | Juntos por el Cambio | 2021               | 2025            |
| Giuliana Rueda           |        | Juntos por el Cambio | 2023               | 2027            |
| Aurelia Furnari          |        | Juntos por el Cambio | 2021               | 2025            |
| Antonia Teresa Caldentey |        | Juntos por el Cambio | 2021               | 2025            |
| Fabián Albuerne          |        | Juntos por el Cambio | 2021               | 2025            |
| Christian Iglesias       |        | Juntos por el Cambio | 2021               | 2025            |
| Francisco Illia          |        | Juntos por el Cambio | 2021               | 2025            |
| Mariana De Sautu         |        | Juntos por el Cambio | 2021               | 2025            |
| Leticia Inés Conti       |        | Unión por la Patria  | 2021               | 2025            |
| Álvaro Germán Reynoso    |        | Unión por la Patria  | 2021               | 2025            |
| Marcela Conti            |        | Unión por la Patria  | 2021               | 2025            |
| Nicolás Cabrera          |        | Unión por la Patria  | 2023               | 2027            |
| Silvia Viera             |        | Unión por la Patria  | 2023               | 2027            |
| Bernardo Fiore Pitrelli  |        | Unión por la Patria  | 2023               | 2027            |
| Jorge Dib                |        | La Libertad Avanza   | 2023               | 2027            |
| Ivana Tribouley          |        | La Libertad Avanza   | 2023               | 2027            |
| Guillermo Figueroa       |        | La Libertad Avanza   | 2023               | 2027            |

## Localidades del partido
- Pergamino: ciudad, cabecera del partido.
- Acevedo: segunda localidad en importancia.
- Manuel Ocampo: estación y localidad; RP 32.
- Villa Angélica localidad, y su estación El Socorro; RP 32.
- Juan Anchorena localidad y su estación Urquiza; RN 8.
- La Violeta: estación y localidad; RN 188.
- Mariano H. Alfonzo (estación San Patricio): inicialmente la localidad se llamó San Patricio; RN 8.
- Guerrico: estación y localidad; RN 188.
- Rancagua: estación y localidad; RP 32.
- Pinzón: estación y localidad; RN 8.
- Fontezuela: estación y localidad; RN 8.
- J. A. de la Peña: estación y localidad; RN 188.
- Mariano Benítez: estación y localidad. En este sitio se libraron las batallas de Cepeda.
- Villa San José: localidad.

- Cuarteles
  - Francisco Ayerza: estación-zona de chacras; RP 32.
  - Ortiz Basualdo: estación y zona rural RN 188.
  - Maguire: estación y zona rural.
  - Villa Dafonte: estación y villa RN 8.
  - Manantiales Grande: paraje y zona rural; RN 188.
  - Manantiales Chico: paraje y zona rural; RN 188.
  - Pujol: estación y zona rural.
  - La Vanguardia: paraje y zona rural; RN 178.
  - Colonia Buena Vista: zonal rural.
  - Tambo Nuevo: estación (destruida) y zona rural; RP 32.
  - Arroyo del Medio: (Límite con el Departamento Constitución - Prov. de Santa Fe) estación y zona rural; RP 32.
  - Colonia Santa Rosa: zona rural.

## Población
Según los resultados definitivos del censo de 2022 la población del partido alcanza los 115 340 habitantes.
| Gráfica de evolución demográfica del partido de Pergamino entre 1869 y 2022                 |
|                                                                                             |
| Fuente: Elaborado a partir de datos de INDEC (Instituto Nacional de Estadísticas y Censos). |

| Población | 7.757 | 19.933   | 23.945  | 47.460  | 69.609  | 68.968 | 73.318 | 83.807  | 94.592  | 99.193 | 104.590 | 115.340 |
| Variación | -     | +156,96% | +20,12% | +98,20% | +46,66% | -0,93% | +6,30% | +14,30% | +12,86% | +4,86% | +5,78%  | +10,3%  |

Fuente: INDEC (Instituto Nacional de Estadísticas y Censos).

## Educación
- Año: 2005
- Establecimientos: 153
- Comedores: 71
- Matrícula: 33 641
- Docentes: 2997
- Fondo de mantenimiento: $ 476 018